# Bazolles
Bazolles – miejscowość i gmina we Francji, w regionie Burgundia-Franche-Comté, w departamencie Nièvre.
Według danych na rok 1990 gminę zamieszkiwało 260 osób, a gęstość zaludnienia wynosiła 9 osób/km² (wśród 2044 gmin Burgundii Bazolles plasuje się na 653. miejscu pod względem liczby ludności, natomiast pod względem powierzchni na miejscu 196.).